# Xã Rose Creek, Quận Perry, Arkansas
Xã Rose Creek (tiếng Anh: Rose Creek Township) là một xã thuộc quận Perry, tiểu bang Arkansas, Hoa Kỳ. Năm 2010, dân số của xã này là 208 người.